# Smalvleugeldwergspanner
De smalvleugeldwergspanner (Eupithecia nanata) is een nachtvlinder uit de familie van de spanners (Geometridae). De voorvleugellengte bedraagt tussen de 9 en 12 millimeter. De soort komt verspreid over Europa, behalve in het zuidoosten, voor. Hij overwintert als pop.

## Waardplanten
De smalvleugeldwergspanner heeft struikhei en soms duizendblad als waardplanten.

## Voorkomen in Nederland en België
De smalvleugeldwergspanner is in Nederland en België een algemene soort, die verspreid over het hele gebied kan worden gezien. De vlinder kent jaarlijks twee generaties die vliegen van half maart tot half september.